# 臧應奎
臧應奎（1490年—1524年），字賢徵，號损斋，浙江湖州府長興縣人，明朝政治人物。

## 生平
正德十一年（1516年）丙子科浙江鄉試第九名舉人，十二年（1517年）聯捷丁丑科會試第八十六名，三甲第二百二十六名進士。吏部觀政，丁父憂。服闋，授南京兵部車駕司主事，因反對中官索賄去職。起為禮部精膳司主事，嘉靖三年（1524年）大禮議事件中，參與左順門哭諫，被杖傷重而卒。

## 家族
曾祖臧和，字思聰，贈工科給事中；祖父臧瓛；父臧維，副千戶，贈禮部主事。前母錢氏；母黃氏（封安人）。重慶下。弟臧應璧。子臧繼英、臧繼藎。從子臧繼芳。